# Fanny Cerrito
Francesca " Fanny " Cerrito (Nápoles, 11 de mayo de 1817-París, 6 de mayo de 1909) fue una bailarina y coreógrafa de ballet italiana, destacada por la brillantez, la fuerza y la vivacidad de su baile. También fue una de las pocas mujeres del siglo XIX en ser reconocida por su talento como coreógrafa.

## Biografía
Estudió con Carlo Blasis y los coreógrafos franceses Jules Perrot y Arthur Saint-Léon, el último de los cuales fue su esposo de 1845 a 1851. Fanny Cerrito se formó en la escuela de ballet de San Carlo Opera House y más tarde bajo la dirección de supervisión de Salvatore Taglioni. Su primera aparición en el escenario fue en 1832 cuando ganó reconocimiento casi de inmediato. En 1836-1837, su fama comenzó a extenderse más allá de Italia y apareció en Viena en donde bailó algunas de sus propias obras coreografiadas. De 1838 a 1840, continuó bailando con La Scala de Milán, donde ganó aún más atención. En 1843, Cerrito y Marie Taglioni bailaron en el mismo programa en Milán; este evento causó tanta conmoción que la ciudad se dividió entre las dos grandes bailarinas rivales. Mientras estaba en Milán, Fanny comenzó su colaboración con Jules Perrot, durante la cual coreografiaron Ondine, ou La naïade (1843), así como Alma (1842) y Lalla Rookh (1846). Más tarde, en 1845, su talento coreográfico fue reconocido después de presentar su propio ballet, Rosida. Durante nueve temporadas, de 1840 a 1848, Cerrito se convirtió en una bailarina muy respetado en el Her Majesty's Theatre de Londres, donde el chef Alexis Soyer creó un postre moldeado en su honor que estaba rematado con una figura en miniatura de la propia bailarina, ingrávidamente suspendida sobre una espiral en zig-zag de azúcar hilado.
En 1845, Cerrito bailó en el Pas de Quatre con Marie Taglioni, Carlotta Grisi y Lucile Grahn. Como era la bailarina menos conocida, Grahn accedió a bailar primero, mientras que a Taglioni se le había ofrecido el privilegio de bailar en la codiciada última posición, por consentimiento unánime. Sin embargo, ni Grisi ni Cerrito aceptarían bailar antes que el otro. Se requirió una gran diplomacia por parte de Benjamin Lumley, el director de la ópera, para arreglar el orden de los dos solos del medio, y cuando proclamó que la de mayor edad de los dos debería ser la última, Cerrito se mostró renuente a reclamar su 'premio'.